# Catocala perrettei
Catocala perrettei är en fjärilsart som beskrevs av Seyer 1976. Catocala perrettei ingår i släktet Catocala och familjen nattflyn. Inga underarter finns listade i Catalogue of Life.